# Manuel Cadenas Montañés
Manuel Cadenas Montañés, genannt Manolo Cadenas (* 20. Mai 1955 in Valdevimbre, León, Spanien), ist ein spanischer Handballtrainer.

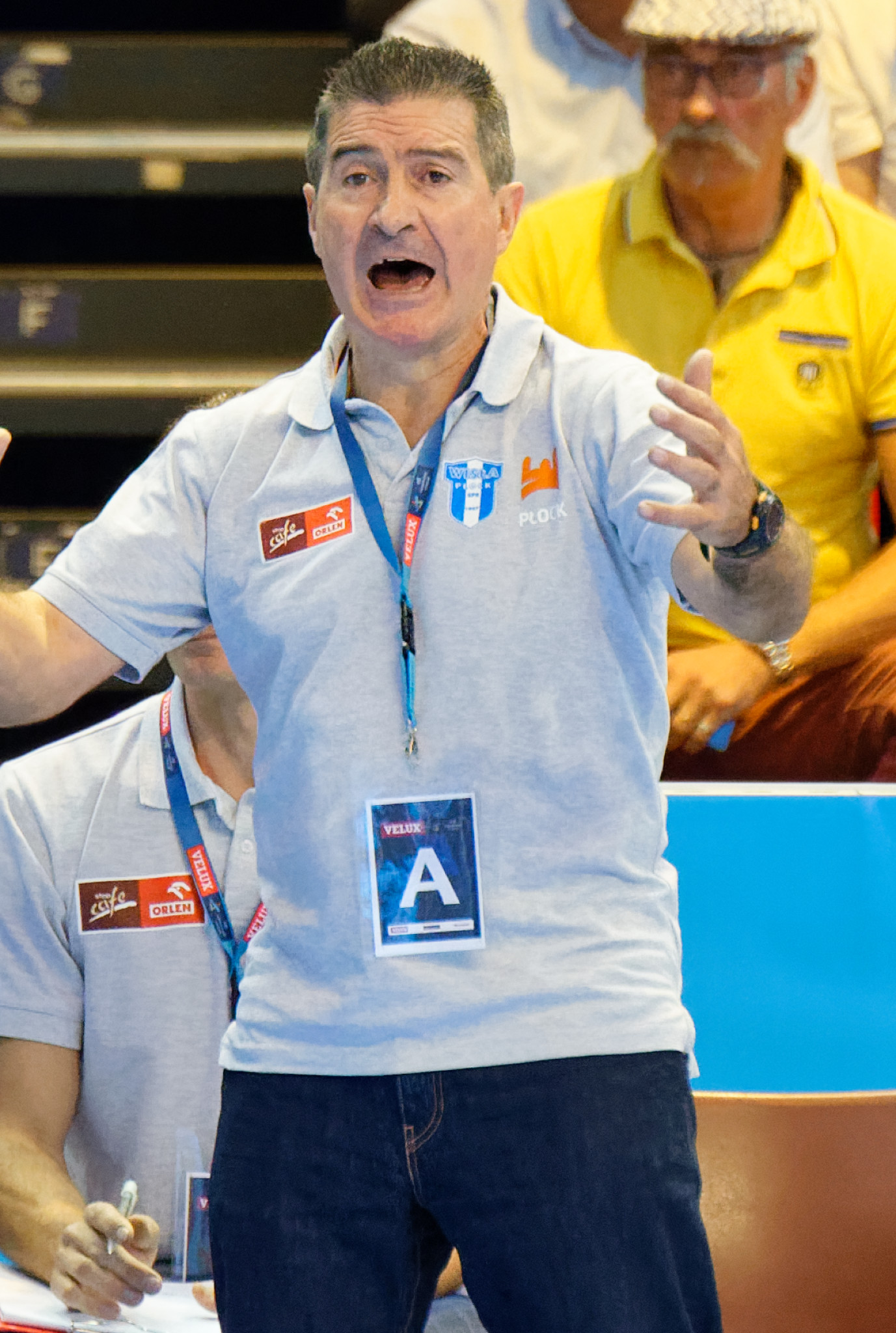
Manolo Cadenas (2015)

Cadenas begann seine Trainerkarriere in Leganés, wo er mit Jugendspielern arbeitete. Nach elf Jahren in Leganés managte er mit BM Ciudad Naranco seine erste Profimannschaft (1986 bis 1989).
Seine ersten Titel als Trainer, die Copa Asobal und den Pokal der Pokalsieger, gewann Cadenas mit Teka Cantabria Santander (1989 bis 1991). Anschließend wechselte er zur Mannschaft von BM Valladolid, die er von 1991 bis 1995 betreute. Danach trainierte Cadenas zwölf Jahre lang Ademar León, mit denen er einmal die spanische Meisterschaft (2001), einmal die Copa del Rey (2002), einmal die Copa Asobal (1999) und zweimal den Europapokal der Pokalsieger (1999 und 2005) gewinnen konnte.
Von 2007 bis 2009 war Cadenas Trainer vom FC Barcelona. Mit dieser Mannschaft gewann er 2008 den spanischen Supercup. Ab 2009 trainierte er BM Granollers.
Im Jahre 2013 unterzeichnete er einen Vertrag beim polnischen Erstligisten Wisła Płock. Nach der Saison 2015/16 beendete er seine Tätigkeit dort.
Von 2013 bis 2016 war er Trainer der spanischen Nationalmannschaft der Männer.
Cadenas trainierte ab April 2017 die argentinische Männer-Nationalmannschaft. Im Sommer 2018 übernahm Cadenas zusätzlich den belarussischen Erstligisten Brest GK Meschkow, den er bis April 2019 trainierte.
Ab der Saison 2019/20 trainierte Cadenas wieder Ademar León. Im September 2021 beendete er seine Tätigkeit als argentinischer Nationaltrainer. Aus medizinischen Gründen beendet er sein Engagement als Cheftrainer von Ademar León nach der Saison 2022/2023.